# Piper PA-36
Die Piper PA-36 Brave ist ein Agrarflugzeug des US-amerikanischen Flugzeugherstellers Piper Aircraft Corporation.

## Geschichte und Konstruktion
Bei dem Flugzeug handelt es sich um einen einsitzigen einmotorigen Tiefdecker mit starrem Heckradfahrwerk. Es beruht in der Auslegung auf der Piper PA-25, ist jedoch in vielen Details verbessert und leistungsfähiger. Der Rumpf der PA-36 besteht aus einem Chrom-Molybdän-Rohrrahmen, an dem die Verkleidungen befestigt sind. Ein Überrollbügel ist ebenfalls Teil der Konstruktion. Die Tragflächen weisen zwei Holme auf und sind bis auf die aus glasfaserverstärktem Kunststoff gefertigten Vorderkanten und Flügelenden aus Aluminium hergestellt. Der Sprühmitteltank vor dem Cockpit fasst entweder 850 l oder 1075 l. Die Sprüheinrichtung kann 863 l pro Minute ausbringen. Das Cockpit ist gegenüber dem Rumpf hermetisch abgedichtet und wird durch eine Hutze auf dem Dach mit Frischluft versorgt. Die Treibstofftanks sind mit Polyurethan gefüllt, das die Funktionen als Brandinhibitor im Falle eines Unfalls wie auch als Schwallminderer wahrnimmt.
Der Prototyp wurde als PA-36-260 Pawnee II bezeichnet und machte am 17. November 1969 seinen Erstflug. Er war mit einem 195 kW leistenden Lycoming O-540E ausgerüstet. Es wurde durch das für die Serie vorgesehene Continental-6-285-Triebwerk mit 210 kW ersetzt, mit dem auch der zweite Prototyp ausgerüstet wurde.
Die PA-36 wurde am 9. Oktober 1972 von der FAA zugelassen; die Produktion der PA-36-285 Pawnee Brave begann 1973. Das Continental-Triebwerk erwies sich für den rauen Agrarbetrieb als zu unzuverlässig. Ab 1977 wurde deswegen ein Lycoming IO-540 mit 225 kW verwendet. Diese Maschinen erhielten die Bezeichnung PA-36-300, ab 1978 dann PA-36 Brave 300. Ab 1978 stand auch das leistungsstärkere Lycoming O-720 mit zunächst 280 kW zur Verfügung. Die Maschine war äußerlich durch die geänderte Motorverkleidung und einen Dreiblatt- statt des Zweiblatt-Propellers erkennbar und wurde PA-36 Brave 375 genannt. Ab 1982 wurde eine leistungsgesteigerte Version des O-720 verwendet, die mit 300 kW Leistung die Bezeichnung PA-36 Brave 400 erhielt.
Im Jahre 1981 wurden die Rechte an der Konstruktion an WTA Incorporated verkauft, welche die beiden Versionen PA-36 New Brave 375 und PA-36 New Brave 400 vermarktete. WTA baute bis 1987 noch 150 Stück beider Versionen.

## Varianten
- PA-36 Pawnee II – Prototyp angetrieben von einem Lycoming-Motor mit 260 PS
- PA-36-285 Pawnee Brave – Serienversion, angetrieben von einem Continental Tiara 6-285 mit 285 PS
- PA-36-300 Pawnee Brave 300 – Pawnee Brave, von einem Avco Lycoming IO-540-K1G5 mit 300 PS angetrieben
- PA-36-375 Brave 375 – Variante mit einem Avco Lycoming O-720-D1CD-Motor mit 375 PS
- PA-36 New Brave 375 – WTA-Variante, angetrieben von einem Motor mit 375 PS
- PA-36 New Brave 400 – WTA-Variante, angetrieben von einem Motor mit 400 PS

## Technische Daten
| Kenngröße              | Daten (PA-36-375 Brave 375)                                      |
| ---------------------- | ---------------------------------------------------------------- |
| Besatzung              | 1                                                                |
| Länge                  | 8,39 m                                                           |
| Spannweite             | 11,82 m                                                          |
| Höhe                   | 2,29 m                                                           |
| Flügelfläche           | 20,96 m²                                                         |
| Flügelstreckung        | 6,7                                                              |
| Startrollstrecke       | 213 m                                                            |
| Landerollstrecke       | 235 m                                                            |
| Leermasse              | 1104 kg                                                          |
| max. Startmasse        | 2177 kg                                                          |
| Arbeitsgeschwindigkeit | 161–193 km/h                                                     |
| Reisegeschwindigkeit   | 240 km/h                                                         |
| Höchstgeschwindigkeit  | 257 km/h                                                         |
| Steigrate              | 5,38 m/s (1053 ft/min)                                           |
| Dienstgipfelhöhe       | 4570 m                                                           |
| Reichweite             | 974 km                                                           |
| Triebwerk              | 1 × Kolbenmotor Avco Lycoming IO-720-D1C mit 279 kW (ca. 380 PS) |